# Acrotaeniostola interrupta
Acrotaeniostola interrupta är en tvåvingeart som beskrevs av Hardy 1988. Acrotaeniostola interrupta ingår i släktet Acrotaeniostola och familjen borrflugor. Inga underarter finns listade i Catalogue of Life.